# Georg Marius

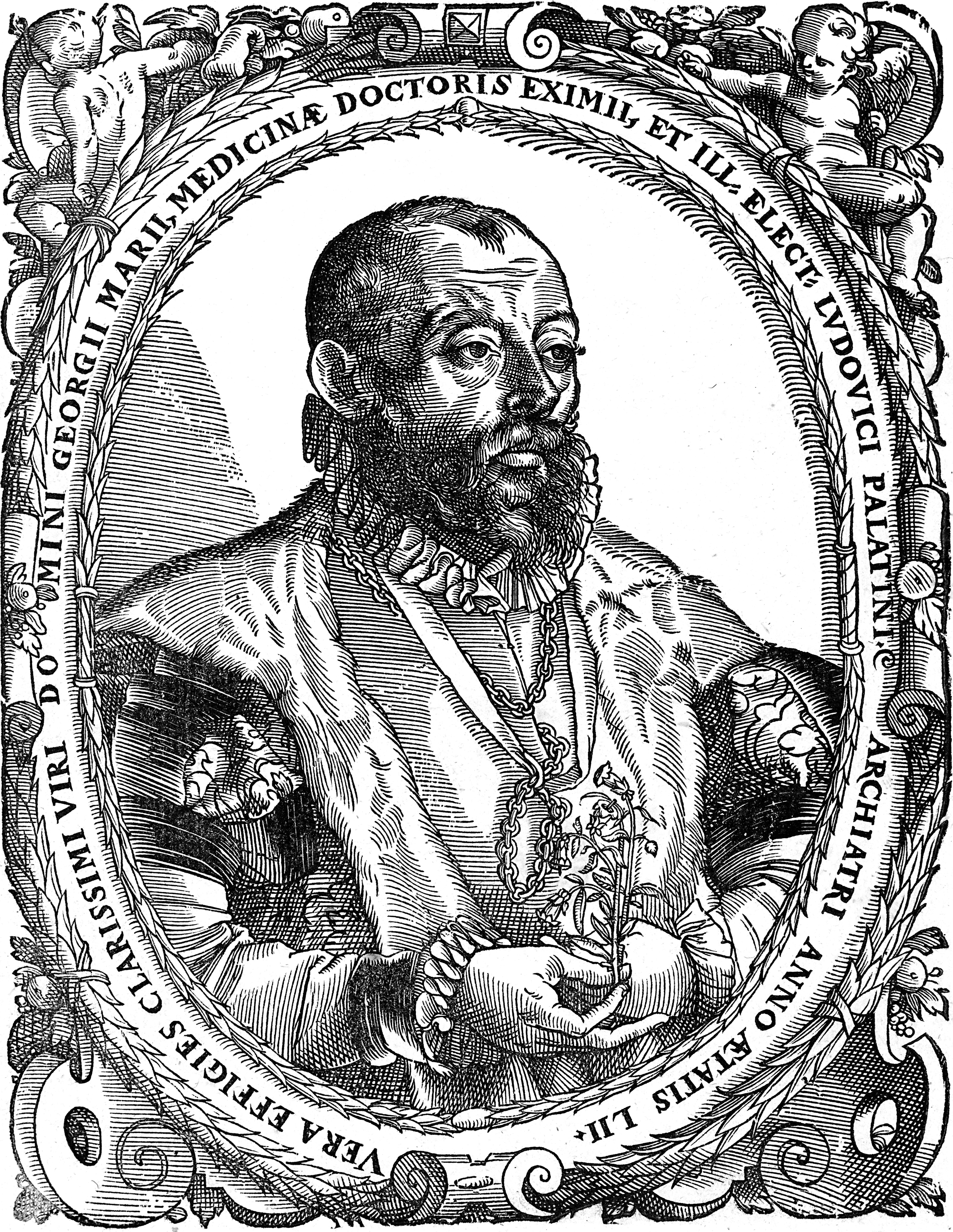
Georg Marius, Tobias Stimmer zugeschriebenes Bildnis

Georg Marius (auch Georg Mayer und Georg Meyer), latinisiert Georgius Marius (oder Mayerus), auch Georgius Marius Herbipolensis (und … Wirtzeburgensis) sowie Jorg Mayr, sich selbst bezeichnend auch Mayer von Würzburg (* 1533 in Würzburg; † 5. März 1606 in Heidelberg) war ein deutscher Mediziner.

## Ausbildung
Marius immatrikulierte sich Juni 1548 in Heidelberg. Dort wurde unter anderem von Jakob Curio und Stephan Feyerabend geprüft als Baccalaureus artium. Danach studierte er in Marburg Medizin. 1551 bis 1557 machte er, der Sitte der Zeit gemäß, seine große Auslandsreise. Er war 1551 in Montpellier immatrikuliert, wo er fast drei Jahre medizinische (und bei Guillaume Rondelet auch botanische) Vorlesungen hörte, ab etwa 1554/1555 war er in Bologna, wo er auch Zoologie (bei Ulisse Aldrovandi) und Botanik (bei Luca Ghini) hörte, und ab 1556 in Padua, wo er das Colleg des berühmten Mediziners und Anatomen Gabriele Falloppio mitgeschrieben hatte und (falls nicht schon in Bologna unter Ghini geschehen) wahrscheinlich zum Doktor der Medizin promoviert wurde. In Italien lernte er auch anatomische Sektionen für Studenten kennen.

## Wirken
Nach der 1557 erfolgten Rückkehr nach Deutschland war Marius 1558 Arzt in Nürnberg sowie Amberg, der Hauptstadt der Oberpfalz, und wahrscheinlich Leibarzt des späteren Pfälzer Kurfürsten Ludwig VI. Von Nürnberg aus hatte Marius, beginnend im September 1558 mit seinem Brief „de plantis nonnullis“ eine botanische und freundschaftliche Korrespondenz mit Pietro Andrea Mattioli begonnen. Im März 1561 wurde er von Friedrich III. als (dritter, den dritten medizinischen Lehrstuhl innehabenden) Professor der Medizin als Nachfolger von Peter Lotz nach Heidelberg berufen. Am 28. Mai 1561 ließ er sich in die Matrikel einschreiben, wurde somit Mitglied der Universität und wurde am selben Tag in deren Senat und Anfang Juni in den Lehrkörper aufgenommen. Im Dezember 1561 wurde er zum Dekan der Medizinischen Fakultät gewählt. Marius verließ die Universität aber im Streit mit dem Rektor und verschiedenen Disziplinarmaßnahmen. Zuvor hatte man ihm die finanzielle Subvention anatomischer Demonstrations-Sektionen – eine aus Oberitalien kommende Neuerung zur Verbesserung des medizinischen Unterrichts – verweigert und ihm nach einem heftigen Streit im Februar 1562 die Vernachlässigung seiner Pflichten als Dozent und Dekan vorgeworfen.
Am 15. November 1565 wurde er (erster) Professor der Medizin in Marburg. Im Sommersemester 1567 war Marius Dekan der Medizinischen Fakultät. Hier ließ er gegen einige zu überwindende Schwierigkeiten nach 15 Jahren auch wieder anatomische Sektionen durchführen (zuerst im März 1572, öffentlich und neun Tage andauernd). Neben seiner Marburger Professur war er auch Leibarzt des Landgrafen Wilhelm IV. von Hessen-Kassel, dem er seine ohne vorherige Einwilligung der Universität erfolgte Anstellung verdankte. 1568/1569 wurde er zum Rektor der Universität gewählt und gehörte zu den am höchsten bezahlten Professoren der Universität (mit einem Jahresgehalt von 200 Gulden). Es kam ab Frühjahr 1572 zu Unstimmigkeiten mit der Universität und dem Landgrafen wegen zusätzlicher Honararforderungen von Marius. Die Landgrafen Wilhelm und (dessen Bruder) Ludwig IV. warfen ihm, der außerdem eine florierende Privatpraxis hatte, sowie anderen Professoren im Juli 1575 Vernachlässigung von Pflichten als Professor vor, und nachdem er im September 1575 seinen Entschluss mitgeteilt hatte, verließ er die Universität. Zwischen 1573 und 1576 hielt er sich wohl auch für kurze Zeit in Nürnberg auf, wo er Steuerschulden hatte und ein Zinsprozess stattfand.
Er ging von Marburg nach Amberg und später nach Heidelberg, wo er 1576 kurfürstlicher Leibarzt Ludwigs VI., den er schon von Amberg kannte, und dessen kranker und seit 1580 bettlägeriger Ehefrau Elisabeth (einer Schwester des hessischen Landgrafen Wilhelm) wurde. Einige Zeit nach dem Tod der Kurfürstin 1582 scheint er sich gänzlich seiner Privatpraxis in Heidelberg zugewandt zu haben. Leibarzt Ludwigs blieb er bis zu dessen Tod im Oktober 1583. Danach trat er aus den Diensten des Hofes aus. Im Jahr 1588 ist Marius als Einwohner Heidelbergs „Im oberen Kaltenthal“ (am heutigen Burgweg im beginnenden ehemaligen Zwerchgäßchen, jetzt Ingrimstraße) nachweisbar, wo nur Angehörige des Hofes wohnten.
Im Oktober 1591 wurde Marius, der sich dieser Zeit in Heidelberg oder Nürnberg aufhielt, noch einmal für ein Jahr Leibarzt eines Fürsten, des Grafen Albrecht von Nassau-Saarbrücken in Ottweiler. Zu Marius’ vertraglich geregelten Tätigkeiten gehörte dabei auch die ärztliche Versorgung der Familie des Grafen sowie auf dessen Reisen zu seinen Residenzen Dienste in Saarbrücken, Saarwerden, Idstein und Wiesbaden.
In Brößnitz schloss er Weihnachten 1595 sein Buch Bergwercks Geschöpff ab, in dem er über seine auf von Blankenburg bei Rudolstadt ausgehende Reise durch Sachsen und Thüringen gewonnene Erfahrungen mit Lagerstätten und dem Abbau von Bodenschätzen schrieb.
Ab 1597 war er bis etwa 1601 Stadtarzt im markgräflich-ansbachischen Residenzstädtchen Neustadt an der Aisch. Seine Bibliothek schenkte er um 1598 der Heilsbronner „Fürstenschule“. Im selben Jahr unterzog er sich aus gesundheitlichen Gründen einer Badekur in Wiesbaden, später einer in Offenau, das er „in unheilsamen schaden, Länung, und Zipperlesflüßen krefftiger geschehen, und selbstens noch im alter“ besucht hat. Seine 1601 erschienene Schrift Newe erzelungen (Neue Erzählungen) entstand anlässlich einer 1599 beobachteten Epidemie mit Hautinfektion im Aischgrund.
Georg Marius hatte Abhandlungen zu Medizin, Pharmazie (etwa seine Abhandlung Terra sigillata über Siegelerden), Botanik, Balneologie, Geologie und Lagerstättenkunde verfasst. Sein letztes Werk, das sich mit einigen Psalmen beschäftigte, stellte er als Manuskript im April 1598 (wahrscheinlich in Wiesbaden, welches er in einem Brief vom zweiten Osterfeiertag seinem Dienstherrn, dem Grafen Philipp von Nassau-Saarbrücken, anempfohlen hatte) fertig, es kam aber nicht zum Druck. Des Weiteren sind einige Briefe, Consilien (ärztliche Berichte und Gutachten wie ein 1592 angefertigtes Gutachten zur Krankheit des Grafen Albrecht VII. von Schwarzburg-Rudolstadt an diesen) und Rezepte von Marius teils gedruckt und teils als Handschriften überliefert.
Der Tod von Georg Marius trat laut Melchior Adam infolge von „Phtisis“ (Auszehrung) und „Diarrhaea“ (Durchfall) in dessen 73. Lebensjahr ein.

## Familie
Nachdem er auch vom Kurfürsten keine Unterstützung im Konflikt mit der Universität erhalten hatte, zog Marius nach Nürnberg, wo er bereits im August 1560 einen Antrag auf Eheschließung (mit Anna, der Tochter eines Sebald Hayd) gestellt hatte, der jedoch abgelehnt worden war.
Er heiratete am 15. Juni 1562, nachdem er bereits am 3. Mai (zwei Monate nach seiner Abreise aus Heidelberg) das Aufgebot für die Hochzeit in St. Sebald bestellt hatte, Helene Wenck († 1573, wahrscheinlich in Marburg) aus Nürnberg und war dort einige Zeit, allerdings in ständigem Konflikt mit dem Stadtrat und ohne Bürger der freien Reichsstadt geworden zu sein, als praktischer Arzt und von 1564 bis Anfang 1566 zudem im Nürnberger Sebastianspital (genannt „Lazarett“), an dessen Stelle später die Hochschule für Musik Nürnberg untergebracht wurde, ärztlich tätig.
Mit Helene Wenck hatte er zwei um 1562 geborene Töchter (Helene und Anna Elisabeth Christine), die er nach dem Tod seiner aus Nürnberg stammenden Frau im Jahr 1573 in Nürnberg unterbrachte, von wo aus er gelegentlich „Consilia“ (als Verhaltensmaßregeln für ihn während seiner Reisen in Amberg oder Heidelberg vertretende Chirurgen) geschickt hatte (Helene heiratete den Nürnberger Bürger Caspar Holderbusch). Georg Marius stand dem lutheranischen Protestantismus nahe und hatte einen Bruder namens Gottfried. Ansonsten ist nur wenig über seine Herkunft und seine frühen Jahre bekannt. Er hat ein für 1592 nachgewiesenes Landgut besessen. Seine Bibliothek ging (wohl als Geschenk) noch zu seinen Lebzeiten an die 1581 gegründete „Fürstenschule“ des ansbachischen Heilsbronn.

## Schriften
- Epicedion in Obitum […] Principis. Andrea Colbius, Marburg 1567 (Epikedeion bzw. Epigramm zum Tod von Philipp von Hessen).
- In Iudaeorum Medicastrorum calumnias et homicidia; pro Christianis pia exhortatio. Ex Theologorum et Iureconsultorum Decretis. A Georgio Mario Vuyrceburgio, Doctore Medico Marpurgi & alijs. Speyer 1570 (online) – gegen jüdische Ärzte gerichteter Traktat mit kommentierten Zitaten, an dessen Ende gefordert wird, die 1530 von Kaiser Karl V. verabschiedete Verordnung, dass alle Juden an ihrer Kleidung mit einem gelben Ring kenntlich gemacht werden müssten, auch für jüdische Ärzte gelte.
- Etlicher Gelehrten Bedencken/ Vonn dem heylsamen Saltzbronnen zu Offenauw / nechst under der Reichsstatt Wimpffen gelegen […]. Johann Spies, Heidelberg 1584 (eingeschränkte Vorschau in der Google-Buchsuche) – ursprünglich ein Gutachten über das Solbad von Offenau bei Wimpfen, das Marius 1580 für die Kurfürstin Elisabeth von der Pfalz angefertigt hatte, wobei er auch die Einschätzungen anderer Ärzte (wie Thomas Erast) miteinfließen ließ. Das Buch widmete Marius seinem Gönner, dem Landgrafen Wilhelm zu Hessen.[21]
- Paralipomena et Marginalia Hortulanica / Das ist, Gartenkunst zum Feldbuch angehörig / in abmerckung der Erfahrung warhafftig / was zum Feldbaw und Haußhalten / inn diesen unsern Teutschen Landen dienstlich / auffzubringen frembde Gewächs von Roßmarin und andere Bäum / Frücht und deßgleichen zu uberwintern. Auch wie man newe Wiesen solle anrichten / Darbei mit Viehe zu unterhalten / und was Krancken und Gesunden hierauß von Kreutern nutzlich sein mag. Bernhard Jobin (Druck), Straßburg 1586, doi:10.11588/diglit.1643 – Das für den ländlichen Haushalt konzipierte Buch widmete Marius handschriftlich dem Nürnberger Stadtarzt Georg Palma.
- Terra sigillata. Bericht und erfoschung der Kostbaren Erden / welche versigelt / von andern underschieden / zur Artzney auß der alten Naturkundigen Bücher unnd erfarung widerholet […]. Nicolaus Knorr, Nürnberg 1589.
- Bergwercks Geschöpff / und wunderbare Eigenschafft der Metalsfrüchte. Darinnen gründlicher bericht der Gebirge / Gestein / Genge und derselben anhengenden safften / krefften und wirckung / als an Gold / Silber / Kupffer / Zinn / Bley / Quecksilber / Eisen und andern Mineralien. […]. Henning Gros (Druck: Abraham Lamberg), Leipzig 1595.
- Newe erzelungen. Von dem / auß etlichen gemeinen Baden verunreinigen am schrepffen / unnd verhalten dero ursachen […]. ohne Ort (wahrscheinlich Neustadt a.d. Aisch, möglicherweise auch eine kleine Druckerei in der Nähe Neustadts, etwa in Windsheim)[22] 1601.
- Judicium D. Georgii Marii: De Scaturigine quadam minerali ad Blanckenburgum, qua in balneo uti solitus fuit, comes quidam Schwartzburgicus. In: Johannes Wittichius (Hrsg.): Nobilissimorum ac doctissimorum Germaniae Medicorum Consilia […]. Henning Gros, Leipzig 1604, Nr. 42. – Wasseranalyse als Gutachten für die Behandlung der Gräfin Albertine Elisabeth von Schwarzburg-Rudolstadt (Ehefrau von Albrecht VII.).[23]